# Solanum achorum
Solanum achorum ist eine Pflanzenart aus der Familie der Nachtschattengewächse (Solanaceae). Sie wurde 2010 erstbeschrieben und ist im südlichen Ecuador sowie im nördlichen Peru heimisch.

## Beschreibung

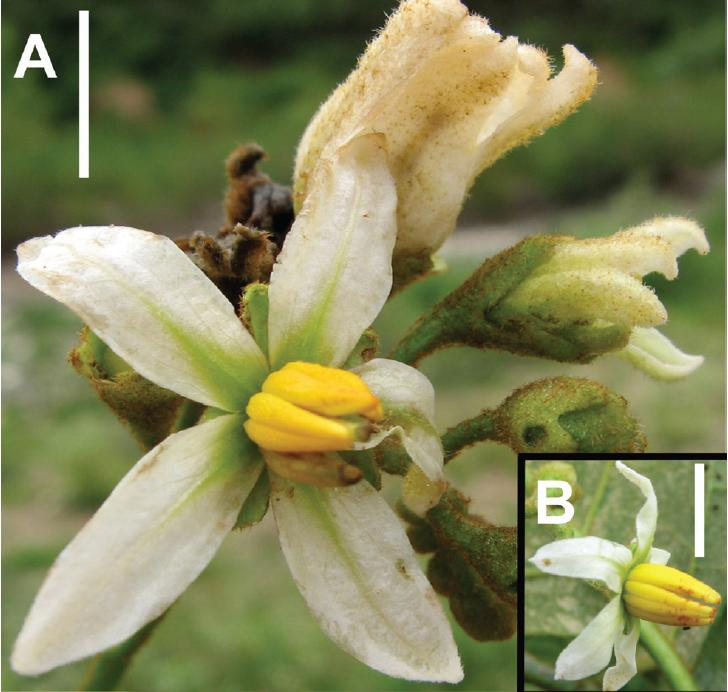
Blüten. Das große Bild zeigt eine zwittrige, das kleine eine männliche Blüte. Maßstab ist 1 Zentimeter.

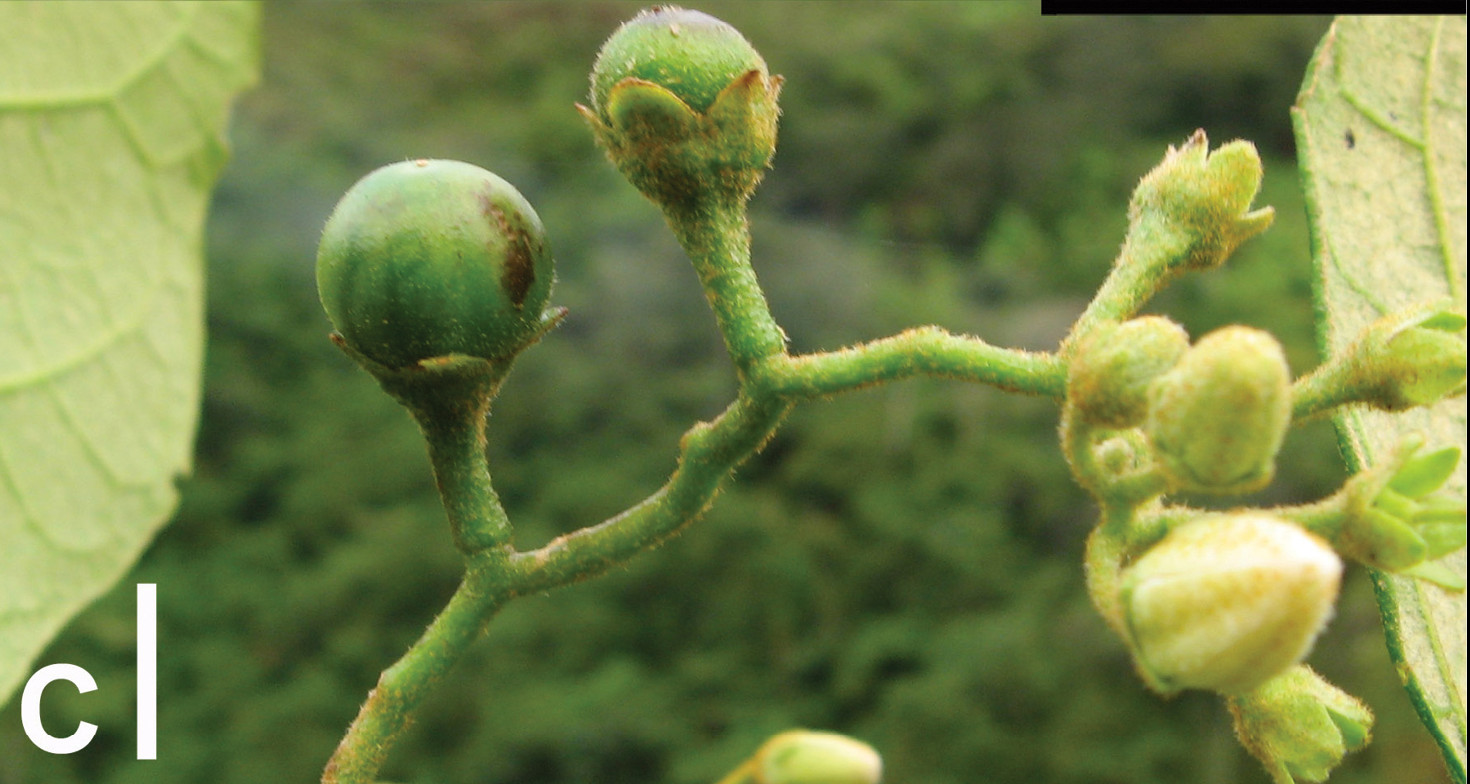
Blütenstand mit noch unreifen Beeren. Maßstab ist 1 Zentimeter.

Solanum achorum wächst als kletternder Strauch der zwischen 1 und 3 Metern lang wird. Der Stamm ist mit gebogenen, hellbraunen bis orangen Stacheln besetzt, die denen von Rosen ähneln. Diese Stacheln werden bis zu 2,5 Millimeter lang und haben eine 2 bis 3 mal 0,5 bis 1 Millimeter große Basis. Weiters ist der Stamm  spärlich bis mäßig dicht mit rostbraunen, sternförmigen und mehrreihigen Trichomen besetzt. Diese werden 0,2 bis 0,3 Millimeter lang.
Die sympodialen Einheiten beinhalten mehrere Laubblätter, welche nicht paarig angeordnet sind. Die einfachen Blätter werden zwischen 6 und 20 Zentimeter lang und zwischen 2,5 und 11 Zentimeter breit. Die papierartige Blattspreite ist elliptisch bis eiförmig geformt. Ihre häufig asymmetrisch geformte Basis ist stumpf, die Spitze spitz zulaufend und ihre Blattränder sind ganzrandig. Die dunkelgrüne Blattoberseite ist spärlich mit sternförmigen Trichomen besetzt, welche denen des Stammes ähneln. Die weißlich grüne Blattunterseite ist mäßig bis dicht mit sternförmigen, weißen Trichomen besetzt. Weiters findet man auch einreihige Trichome, welche 0,3 bis 0,6 Millimeter lang werden. Von der Blattachse gehen vier bis fünf Paare an sekundären Blattadern ab, und die Mittelrippe weist an der Unterseite gelegentlich einige gebogene Dornen auf. Der Blattstiel wird 0,5 bis 3 Zentimeter lang und ist mäßig mit Trichomen besetzt. Weiters weist er gelegentlich gebogene Dornen auf.
Die Blütenstände werden 2 bis 20 Zentimeter lang und sind zwei- bis fünffach verzweigt. Jeder der Blütenstände besteht aus vier bis zwölf Blüten. Die Art ist andromonözisch, und man findet die zwittrigen Blüten an der Basis des Blütenstandes. Der Blütenstand ist mäßig bis dicht mit Trichomen behaart, welche denen des Stammes ähneln. Der Blütenstiel wird 3 bis 5 Zentimeter lang. Er ist an der Basis gelenkartig gebogen. Die Blütenstiele werden zur Blütezeit 4 bis 15 Millimeter lang und stehen 3 bis 5 Millimeter auseinander. Wenn sie Früchte tragen, sind sie zwischen 1 und 2,5 Zentimeter lang.
Blühende Exemplare wurden im Dezember und fruchttragende Exemplare wurden im Juli, Oktober sowie im Dezember gesammelt. Die Blüten sind fünfzählig. Der Kelch ist zwischen 3 und 6 Millimeter lang, wobei die ersten 1 bis 3 Millimeter als Röhre ausgeformt sind. Er ist mit 2 bis 4 Millimeter langen und 1 bis 2,5 Millimeter breiten, dreieckigen Lappen besetzt. Die mäßige bis dichte Behaarung des Kelches gleicht der des Stammes. Die weiße Krone misst 2 bis 3,5 Zentimeter im Durchmesser, hat eine 2 bis 4 Millimeter lange Röhre, ist sternförmig gelappt und besteht aus membran- oder papierartigen Kronblättern. Die zur Blüte meist zurückgebogenen, annähernd dreieckig-eiförmigen Kronlappen werden 1 bis 1,5 Zentimeter lang und 0,3 bis 0,5 Zentimeter breit und ihre Unterseite ist dicht mit weißen Trichomen behaart. Die Oberseite der Kronlappen ist unbehaart oder spärlich behaart. Die unbehaarten Staubfäden werden bis zu 1 Millimeter lang. Die gelben Staubbeutel sind bei einer Länge von 6 bis 10 Millimeter und einer Breite von 1 bis 2 Millimeter an der Basis herzförmig bis stumpf und an ihrer Spitze spitz zulaufend bis stumpf geformt. Sie öffnen sich durch Poren an den Spitzen, welche sich nicht zu Schlitzen vergrößern. Der Fruchtknoten ist mäßig mit sternförmigen Trichomen behaart. Der zylindrische Griffel von männlichen Blüten ist 3 bis 6 Millimeter lang und 0,5 bis 1,5 Millimeter breit. Der zylindrische Griffel von zwittrigen Blüten ist 8 bis 12 Millimeter lang und 0,5 bis 1,5 Millimeter breit und mäßig mit sternförmigen Trichomen behaart. Die kopfförmige Narbe ist 1,5 bis 2 Millimeter breit.
Als Früchte werden zur Reife hin grüne, häufig mit weißen Flecken versehene Beeren gebildet, welche bei einem Durchmesser von 1,5 bis 2 Zentimeter kugelig geformt sind. Wenn sie länger an den Pflanzen verbleiben verfärben sie sich braun und trocknen aus. Unreife Beeren sind mäßig dicht mit sternförmigen Trichomen besetzt. Reife Beeren sind unbehaart oder nur spärlich behaart. Jede der Beeren trägt 25 bis 50 braune Samenkörner. Diese sind bei einer Länge von 3 bis 5 Millimeter und einer Breite von 1,5 bis 3,5 Millimeter abgeflacht-nierenförmig geformt, wobei sie einen breiten Mittelteil haben. Die Samen haben eine runzelige Oberfläche.

## Verbreitung und Lebensraum
Das natürliche Verbreitungsgebiet von Solanum achorum erstreckt sich von der im südlichen Ecuador gelegenen Provinz Zamora Chinchipe bis in die im nördlichen Peru gelegene Regionen Amazonas und Cajamarca. Die Art gedeiht dort in Höhenlagen von 700 bis 2100 Metern. Sie wächst vor allem in gestörten, offenen Flächen innerhalb von tropischen Bergwäldern.

## Systematik
Die Erstbeschreibung als Solanum achorum erfolgte 2010 durch Stephen R. Stern in PhytoKeys Nummer 1, Seite 60. Das Artepitheton achorum leitet sich von dem griechischen Wort achoros ab, welches so viel wie „heimatlos“ bedeutet. Dieser Name wurde gewählt, da es Uneinigkeit über die Zuteilung dieser Art zu einer Gruppe innerhalb der Untergattung Leptostemonum gibt.